# Marino Pušić
Marino Pušić (ur. 18 sierpnia 1971 w Mostarze) – holenderski piłkarz i trener pochodzenia bośniackiego występujący na pozycji pomocnika, obecnie prowadzi Szachtar Donieck.

## Kariera piłkarska
Wychowanek klubów FK Velež Mostar i FK Crvena zvezda. Karierę piłkarską rozpoczął w holenderskim De Graafschap, dla którego zadebiutował w seniorskiej drużynie 3 września 1989, wchodząc na boisko jako zmiennik na ostatnie piętnaście minut w meczu pierwszej rundy Pucharu Holandii na wyjeździe z Markenem (0:3). W połowie 1990 roku przeniósł się do Go Ahead Eagles, ale nie udało mu się przebić do podstawowego składu. W następnym roku wrócił do Jugosławii, gdzie został piłkarzem FK Crvena zvezda. Sezon 1991/92 spędził w FK Velež Mostar, ale w związku z rozpoczęciem wojny w Bośni i Hercegowinie w 1992 wrócił do De Graafschap, skąd po roku przeszedł do VV Rheden. W sezonie 1994/95 występował w drugiej drużynie 1. FC Köln. W sezonie 1995/96 rozegrał 6 meczów w barwach KAS Eupen. Do końca kariery grał w SV Babberich oraz w futsalowych klubach Doc Shop i LZV. 

## Kariera trenerska
Po zakończeniu kariery sportowej przez siedemnaście lat pracował w internacie dla młodzieży z problemami wychowawczymi. Również trenował futsalowe kluby LZV i FC Blok/Carrillion Boys. Następnie pracował jako trener w akademii piłkarskiej SBV Vitesse/AGOVV oraz pomagał trenować w klubach NAC Breda, Inter Baku i FC Twente. W dniu 18 października 2017 roku został mianowany na stanowisko tymczasowego głównego trenera Twente po odejściu René Hake. 29 października 2017 roku nowym głównym trenerem został Gertjan Verbeek, a Pušić powrócił do roli asystenta. Kiedy 26 marca 2018 roku Verbeek został zwolniony, Pušić ponownie został pełnić obowiązki głównego trenera. Pod jego przywództwem Twente zajęło ostatnie miejsce i spadło z Eredivisie. Ale w następnym sezonie 2018/19 klub zdobył tytuł Eerste divisie i wrócił do Eredivisie. Następnie, 7 maja 2019 roku rozwiązano jego kontrakt, który obowiązywał jeszcze przez jeden sezon, choć Pušić został uznany za najlepszego trenera sezonu 2018/19 w Eerstedivisie.
28 maja 2019 roku ogłoszono, że Pušić zostanie asystentem głównego trenera Arne Slota w AZ Alkmaar. W 2021 roku Pušić wraz z głównym trenerem przeniósł się do pracy w Feyenoordzie, z którym wywalczył tytuł mistrzowski w sezonie 2022/23. 24 października 2023 stał na czele Szachtara Donieck.

## Sukcesy

### Sukcesy trenerskie
FC Twente
- Eerste divisie:
  - mistrz (1x): 2018/19

Feyenoord (asystent)
- Eredivisie:
  - mistrz (1x): 2022/23